# إرنست برغر
إرنست برغر (بالألمانية: Ernst Burger)‏ هو كاتب غير روائي وعازف بيانو ألماني، ولد في 26 مارس 1937 في ميونخ في ألمانيا.